# Constitution d'Andorre
Lire en ligne

Bulletin officiel : version d'origine en catalan ;
Conseil général : version originale et différentes traductions non officielles ;
 Université de Perpignan : traduction en français
Wikisource : traduction

La constitution d’Andorre (en catalan Constitució d’Andorra) est la norme suprême de la principauté d'Andorre. Elle est entrée en vigueur le 4 mai 1993.

## Rédaction et adoption
La première et unique constitution d'Andorre à ce jour est adoptée le 2 février 1993 par le Conseil général réuni en assemblée constituante (Législature constituante d'Andorre), puis soumise à un référendum le 14 mars suivant, où elle est approuvée par le peuple andorran par 74 % des suffrages.
Le 28 avril, elle est signée par le syndic général, Jordi Farràs Forné, et les deux coprinces : le président de la République française, François Mitterrand, et l'évêque d'Urgell, Joan Martí i Alanis. 
Le texte dispose entre autres que ces deux représentants sont le chef d'État d'Andorre. Le chef de l'exécutif est le chef du gouvernement d'Andorre.
Elle entre en vigueur le jour de sa publication au Butlletí Oficial del Principat d'Andorra (ca), le journal officiel andorran, le 4 mai.

## Composition
Elle se compose d’un préambule suivi de 107 articles regroupés en neuf titres.

### Préambule
Le préambule de la Constitution andorrane se lit comme suit :
- Le peuple andorran, dans sa pleine liberté et indépendance, et dans l'exercice de sa propre souveraineté,
- Conscient de la nécessité d'adapter les institutions d'Andorre à la nouvelle situation découlant de l'évolution de son environnement géographique, historique et socioculturel, ainsi que de la nécessité, dans ce nouveau cadre juridique, d'organiser les relations que les institutions dont les origines sont dans les parades devra maintenir,
- Convaincue de l’utilité d’obtenir tout mécanisme susceptible de garantir la sécurité juridique dans l’exercice des droits fondamentaux de la personne, qui, même s’ils ont toujours été présents dans la société andorrane et respectés par celle-ci, n’ont pas fait l’objet d’une véritable réglementation,
- Ayant décidé de persévérer dans la promotion de valeurs telles que la liberté, la justice, la démocratie et le progrès social, et de maintenir et de renforcer les relations harmonieuses d'Andorre avec le reste du monde, en particulier avec les pays qui sont ses voisins, sur la base du respect mutuel, de la coexistence, et paix,
- Déterminés à apporter leur contribution et leur soutien aux causes communes de toute l'humanité, en particulier pour préserver l'intégrité de la Terre et garantir aux générations futures un environnement adéquat,
- Souhaitant que la devise "Virtus, Unita, Fortior", qui a présidé à l'avancement pacifique de l'Andorre pendant plus de sept cents ans d'histoire, reste pleinement vivante et toujours inspirer les Andorrans dans leurs actes,
- Approuver souverainement cette présente Constitution.

### Souveraineté andorrane
L'article 1 de la Constitution andorrane précise la forme que prend l'État, à savoir la diarchie avec l'évêque d'Urgell et le président de la France comme chefs d'État conjoints. Il indique également le nom officiel du pays : Principat d'Andorra . Il déclare en outre que la souveraineté d'Andorre appartient à son peuple. Il se termine par la liste des paroisses d'Andorre.
L'article 2 dispose que la langue officielle d'Andorre est le Catalan et que son hymne national, son drapeau et ses armoiries sont « ceux que la tradition lui a donnés ». Il dit également qu'Andorre-la-Vieille est la capitale du pays.
L'article 3 déclare que la Constitution est la norme juridique andorrane suprême. Il interdit les châtiments arbitraires et reconnaît les principes du droit international. Il précise en outre que les traités ou accords internationaux conclus par Andorre doivent être incorporés dans les lois du pays et ne peuvent être modifiés ou abrogés par aucune loi.

### Droits et libertés
Les articles 4 à 36 de la Constitution énoncent les droits et libertés des Andorrans.
L'article 4 reconnaît l'intangibilité de la dignité humaine et garantit par conséquent certains droits inviolables et imprescriptibles.
L'article 5 déclare que la Déclaration universelle des droits de l'homme est intégrée dans le système juridique du pays.
L'article 6 déclare que toutes les personnes sont égales devant la loi et qu'il appartient aux "pouvoirs publics" de créer les conditions qui rendent l'égalité et la liberté des individus réelles et effectives.
L'article 7 régit la nationalité andorrane. Les Andorrans risquent de perdre leur citoyenneté s'ils sont également ressortissants d'un autre pays.
L'article 8 reconnaît le droit à la vie et à sa protection, interdit la torture et autres châtiments cruels, inhumains ou dégradants et interdit explicitement la peine de mort.
L'article 9 couvre la perte de liberté due à une action policière et judiciaire. Il limite explicitement la période de garde à vue à quarante-huit heures, après quoi l'accusé doit être présenté à un tribunal.
L'article 10 énonce les droits des citoyens devant les tribunaux, en particulier le droit d'obtenir une décision du tribunal fermement fondée sur la loi, le droit d'avoir un avocat devant les tribunaux et le droit d'avoir une représentation juridique gratuite dans les cas où cela est nécessaire.
L'article 11 couvre la liberté de religion et dit que c'est le droit d'un Andorran de ne pas déclarer sa religion s'il ne le souhaite pas. D'un autre côté, il y a en fait des limites à la déclaration de sa religion dans les cas où cela menacerait la sécurité publique ou violerait les droits d'autrui. L’Église catholique romaine se voit également accorder une garantie explicite de pouvoir fonctionner librement et publiquement et de maintenir ses relations privilégiées avec l'État "conformément à la tradition andorrane".
L'article 12 garantit la liberté d'expression, voire la liberté de garder des secrets professionnels. De même, la censure et tout autre moyen de contrôle idéologique par les autorités sont interdits.
Les articles 13, 14 et 15 couvrent le mariage, les droits des époux les uns envers les autres, les droits des enfants par rapport à leur famille, le droit au respect de la vie privée et l'inviolabilité du domicile d'un Andorran.
Les articles 16 et 17 reconnaissent aux Andorrans le droit de participer à des manifestations pacifiques, à condition que les autorités en soient préalablement informées, et de s'associer librement.
L'article 18 stipule que les Andorrans ont le droit de former des organisations professionnelles ou commerciales, pour autant qu'ils soient de caractère andorran (c'est-à-dire non contrôlés de l'étranger) et de nature démocratique.
L'article 19 donne aux travailleurs et aux chefs d'entreprise le droit de protéger leurs intérêts économiques et sociaux.
L'article 20 couvre l' éducation . Ceci est garanti à tous les Andorrans, et de plus, les parents ont le droit de choisir le type d'éducation que leurs enfants auront, conformément à leurs propres convictions religieuses.
L'article 21 couvre les mouvements à l'intérieur d'Andorre, ainsi que la sortie et l'entrée sur le territoire national. En outre, il donne aux Andorrans et aux ressortissants étrangers établis le droit de s'installer en Andorre.
L'article 22 énonce les droits des étrangers en cas de non-renouvellement de résidence ou de décision d'expulsion. Il dit que cela ne peut être fait que conformément à la loi et que l'étranger dans un tel cas a recours aux tribunaux.
L'article 23 donne à chacun le droit de soumettre une pétition aux "pouvoirs publics".
Les articles 24, 25 et 26 énoncent les droits politiques des Andorrans, à savoir le droit de vote , le droit d'accès aux institutions publiques et le droit de former des partis politiques tant que leurs activités sont légales et qu'elles sont de nature démocratique.
Les articles 27 à 36 couvrent « les droits et principes économiques, sociaux et culturels ». Comme on pouvait s'y attendre, il interdit aux Andorrans d'être privés de leur propriété sans procédure régulière et reconnaît également le droit à l'entreprise dans le cadre d'une économie de marché. Il reconnaît également le travail comme un droit de tout Andorran. L'État doit également garantir un système de sécurité sociale et veiller à l'utilisation rationnelle des terres et des ressources naturelles afin de préserver l'environnement naturel pour les générations futures. L’État garantit la conservation et la mise en valeur du patrimoine andorran, ainsi que l'accès à celui-ci.

### Les obligations des Andorrans
L'article 37 prévoit un système d'imposition équitable. Chacun est censé payer ce que ses moyens lui permettent de faire.
L'article 38 permet à l'État d'instituer par la loi des formes de « service civique national » dans l'intérêt général.

### Les garanties des droits et libertés
Les articles 39 à 42 énoncent exactement comment les droits susmentionnés doivent être garantis dans la société andorrane. La capacité des « pouvoirs publics » de passer outre ces droits est interdite dans certains cas, et limitée à des modifications de la législation gouvernementale dans d'autres. Il mentionne également, cependant, que certains droits peuvent être limités en cas d'urgence nationale, tels que ceux provoqués par des catastrophes naturelles ou des bouleversements politiques, tels que la guerre.

### Les coprinces, le Conseil général, et le gouvernement
Les articles 43 à 49 définissent la fonction des deux coprinces d'Andorre, l'évêque d'Urgell et le président de la France.
Les articles 50 à 71 concernent la structure et la fonction du Conseil général des Vallées, l'organe législatif d'Andorre.
Les articles 72 à 78 concernent le gouvernement dans son ensemble.

### Organisation territoriale
Les articles 79 à 84 définissent la fonction des communes d'Andorre en tant que représentants des paroisses. Ceux-ci sont responsables de certaines fonctions locales, conformément à la Constitution d'Andorre. Voir les paroisses d'Andorre .

### Justice et le Tribunal constitutionnel
Les articles 85 à 94 présentent la structure du système judiciaire d'Andorre. Le pouvoir judiciaire doit être indépendant. Les juges ont un mandat de six ans renouvelable et sont élus par les diplômés en droit.
Les articles 95 à 104 traitent du Tribunal constitutionnel, qui est l'autorité suprême d'interprétation de la Constitution, et dont les décisions s'imposent aux «pouvoirs publics» ainsi qu'aux particuliers.

### Amendement constitutionnel
Contrairement à certaines constitutions (la Constitution du Canada, par exemple), les procédures d'amendement de la Constitution d'Andorre qui y sont énoncées sont assez simples.
L'article 105 dit que l'initiative de changement constitutionnel peut venir des coprinces, conjointement, ou d'un tiers des membres du Conseil général.
L'article 106 exige une majorité des deux tiers en faveur au Conseil général pour qu'un amendement soit adopté. Il doit alors être immédiatement soumis à un référendum pour ratification.
L'article 107 exige la formalité ministérielle de la sanction par les coprinces du nouvel amendement une fois que les conditions de l'article 106 ont été remplies (ils n'ont pas le pouvoir d'annuler un amendement).